# エグゼクティブワン
エグゼクティブワン(Executive One)は、アメリカ合衆国大統領が搭乗している民間航空機が呼称するコールサインである。大統領の移動には通常は軍用機が用いられ、民間機が用いられることは基本的にない。2016年現在、アメリカ政府の見解では空路の移動時には自家用機は使えず、大統領専用機への搭乗が求められる。

## ニクソンによる民間機への搭乗
1973年12月26日、リチャード・ニクソン大統領は、現役の大統領では史上唯一、定期運行の民間機に搭乗した。ニクソンが搭乗したのは、ワシントン・ダレス国際空港発ロサンゼルス国際空港行のユナイテッド航空55便だった。これは、大統領が民間機に搭乗することで「エネルギー危機において他国に模範を示す」「航空会社への信頼を示す」という目的による、一種のデモンストレーションだった。混乱を防ぐため、当時「事故が多い」という印象が持たれ乗客が少なくなる傾向のあったDC-10使用便が選ばれ、通常の大統領の移動では行われるような搭乗前の式典などは行われなかった。ニクソンはファーストレディのパット、娘のトリシア、および職員22人と共に搭乗した。ファーストクラスのチケット13枚を217ドル64セントで、エコノミークラスのチケット12枚を167ドル64セントで事前に購入していた。側近が、緊急時にホワイトハウスと連絡を取るためのスーツケースサイズの通信機器を機内に持ち込んでいた。

## 退任直後の大統領に対する使用
任期満了により「前大統領」となった人物を輸送する軍用機が「エグゼクティブワン」のコールサインを使用した例がある。2009年1月20日のジョージ・W・ブッシュ、2017年1月20日のバラク・オバマなどである。ジョージ・W・ブッシュがローラ夫人と共に議会議事堂からアンドルーズ空軍基地に移動する際には、アメリカ海兵隊の要人輸送ヘリコプターVH-3Dが使われたが、通常の「マリーンワン」ではなく「エグゼクティブワン」のコールサインが使用された。

## エグゼクティブワン・フォックストロット
大統領の家族のみが航空機に搭乗し、大統領本人は搭乗していない場合、ホワイトハウスのスタッフまたはシークレットサービスの裁量で、エグゼクティブワン・フォックストロット(Executive One Foxtrot, EXEC1F)というコールサインを使用することができる。「フォックストロット」とは、"family"の頭文字"F"のフォネティックコードである。ファーストレディ時代のヒラリー・クリントンがラガーディア空港経由でニューヨークへ飛行した際にエグゼクティブワン・フォックストロットが使われた例が知られている。

## エグゼクティブツー
エグゼクティブワンと同様に、副大統領が搭乗した民間機はエグゼクティブツー(Executive Two)のコールサインが使用される。ただし、大統領と同様に、副大統領も民間機を利用することはほとんどない。
よく知られた例外は、ジェラルド・フォードの副大統領だったネルソン・ロックフェラーである。ロックフェラーは、当時エアフォースツーとして利用されていたDC-9よりも、自身が保有するガルフストリーム・エアロスペースを好んで使用した。これは民間機であるため、ロックフェラーが副大統領在任中のガルフストリームにはエグゼクティブツーのコールサインが与えられていた。
2000年2月2日、アメリカ合衆国上院で審議中の法案が可否同数となる見込みとなり、上院議長である副大統領が投票（議長決裁）する必要が出てきた。このとき副大統領のアル・ゴアはニューヨークにいたが、ワシントンD.C.に戻るためにはUSエアウェイズのシャトル便に乗るのが最も早かったため、ゴアは民間機に搭乗した。結局可否同数にはならず、ゴアの票は必要なくなった。
エクゼクティブワンの場合と同様に、副大統領の家族のみが航空機に搭乗し、副大統領本人は搭乗していない場合は、エグゼクティブツー・フォックストロットのコールサインを使用できる。